# Melisende (Jerusalem)

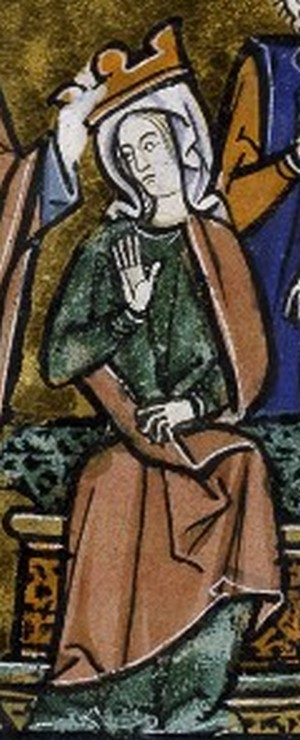
Krönung von Melisende (Darstellung aus dem 13. Jahrhundert)

Melisende (auch Melisande; * 1105; † 1. September 1161) war Königin von Jerusalem von 1131 bis 1153. Zwischen 1153 und 1161 war sie außerdem Regentin ihrer minderjährigen Söhne. Sie war die älteste Tochter von Balduin II. und der armenischen Prinzessin Morphia von Melitene.

## Leben

### Ausgangssituation
Jerusalem war 1099 im Zuge des ersten Kreuzzuges erobert worden. Die Familie ihres Vaters kam ursprünglich aus Rethel in Frankreich. Ihr Vater war ein Kreuzritter und Graf des Kreuzritterstaates Edessa. Dort heiratete er aus diplomatischen Gründen Morphia, die Tochter des armenischen Prinzen Gabriel von Melitene. Eine solche Allianz konnte die Region stabilisieren und legitimieren. Melisende wuchs, bis sie 13 war, in Edessa auf. Dann wurde ihr Vater als Nachfolger seines Cousins Balduin I zum König von Jerusalem gewählt. Als Balduin II. zum König gewählt wurde, hatte er bereits drei Töchter: Melisende als älteste Tochter, danach Alice und Hodierna. Melisende wurde 1128 von ihrem Vater zur Thronfolgerin ernannt. 1129 arrangierte der König eine Heirat mit Fulko V. von Anjou (s. u.).
Vor dem Tod ihres Vaters 1131 wurde Melisende zur Mitregentin gekrönt. Mit seinem Tod wurde sie gemeinsam mit Fulko Regentin. Melisende und Fulko hatten zwei Söhne, die späteren Könige Balduin III. und Amalrich I. Ansonsten aber wurde Melisende von ihrem Ehemann ignoriert.  Als neuem König wurde Balduin nahegelegt, dass er sich eine neue Frau suchen sollte, die ihm einen männlichen Nachkommen gebärt. Der armenische Geschichtsschreiber Mathias von Edessa schreibt, dass sich Balduin weigerte, weil er seiner Frau hingegeben war. Als Zeichen seiner Liebe hat Balduin II. auch seine Krönung auf den 25. Dezember 1119 verschoben, damit Morphia und seine Töchter bei der Krönung in Jerusalem dabei sein konnten. Morphia selbst mischte sich nicht in die Tagespolitik Jerusalems ein, erwies sich aber in bestimmten Situation als Strategin. So etwa als ihr Mann 1123 gefangen genommen wurde und Morphia eine Gruppe armenischer Söldner anheuerte, um herauszufinden, wo ihr Mann festgehalten wurde. Im folgenden Jahr 1124 hatte Morphia dann eine führende Rolle bei den Verhandlungen um seine Freilassung. Unter anderem bedeutete dies, dass sie nach Syrien reiste und ihre jüngste Tochter als Gefangene im Austausch gegen Balduin II. anbot.
Als älteste Tochter wuchs Melisende als maßgebliche Erbin auf. Die Lebenserwartung fränkischer Frauen war damals nicht nur in den Kreuzfahrerstaaten größer als die der Männer. Grund dafür war, dass sich diese Region beihnahe ständig in Kriege verwickelt war. Wenn Frauen Land erbten oder eine Machtposition erlangten, lag das oft daran, dass die Männer im Kampf gestorben waren. Ähnlich war es etwa bei  Urraca von Kastilien (1080–1129) oder Eleonore von Aquitanien (1122–1204). Während der Herrschaft ihres Vaters war Melisende die Tochter des Königs und Erbin des Königreichs Jerusalem. Somit hatte sie zeremoniell Vorrang vor anderen hochrangigen Adligen und Kirchenträgern. Immer mehr wurde sie in die Politik ihres Vaters miteinbezogen. Sichtbar wurde dies auf Dokumenten, bei der Prägung von Geld, bei der Lehensvergabe und bei diplomatischen Angelegenheiten. So wurde sie zu einer fähigen Herrscherin erzogen, die aus diesem Grunde auch von dem Haute Cour, einer Art königlichem Gremium, bestehend aus Adligen und Kirchenträgern, unterstützt wurde.
Trotzdem wollte Balduin II. Melisende an einen mächtigen Verbündeten verheiraten, um sie und ihr Erbe zu beschützen. Außerdem mussten zukünftige Erben geboren werden. Deshalb schrieb Balduin an König Ludwig VI. von Frankreich, damit dieser einen fränkischen Vasallen als Gemahl für seine Tochter vorschlagen konnte. Die Franzosen waren wichtige Alliierte für die Kreuzfahrerstaaten, schon weil sie weitere Ritter ins Land brachten.
Louis VI. suchte Fulko V., Graf von Anjou und Main aus, einen reichen Kreuzfahrer, der immer mehr auch eine Gefahr für Ludwig VI. wurde. Der Sohn von Fulko Geoffrey aus erster Ehe war mit Königin Matilda verheiratet. Matilda wurde von Henry I. von England ausgewählt um die nächste Regentin zu werden. Das machte Fulko zum potenziellen Großvater eines englischen Thronfolgers und somit zu einer extrem guten Partie. Bei den folgenden Verhandlungen bestand Fulko darauf der alleinige Nachfolger und König Jerusalems zu werden. Balduin hatte einige Bedenken. Er sorge sich, dass Fulko V. nach seinem Tod Melisende verstoßen würde und seinen eigenen Sohn aus erster Ehe zum Erben Jerusalems machen würde.
Als Melisende 1130 einen Jungen gebar, unternahm Balduin einiges, um sicherzustellen, dass seine Tochter nach ihm Königin von Jerusalem wurde. Er hielt eine Krönungszeremonie ab, bei der er das Königtum Jerusalems gemeinsam zwischen seiner Tochter, seinem Enkel und Fulko V. teilte. Außerdem beschloss er, dass Melisende der einzige Vormund ihres Sohnes werden sollte. Als Balduin II. 1131 starb, bestiegen Melisende und Fulko den Thron gemeinsam. Fulko gelang es aber mit Hilfe von Verbündeten, Melisende weitergehend von den Regierungsgeschäften fernzuhalten. Fulko V. erklärte schließlich Melisendes Erbrechte öffentlich für null und nichtig. Balduins Anstrengungen, genau dies zu verhindern hatten offenkundig nichts gebracht. Das irritierte auch den Haute Cour, dessen Macht ebenfalls durch Fulkos autokratische Art zu regieren massiv beschnitten wurde.

### Rivalitäten im Palast
1132 wurde Melisende einer Affäre mit Fulkos größtem Rivalen, dem Rebellen Hugo von Le Puiset, Graf von Jaffa, angeklagt. Das Königreich Jerusalem teilte sich daraufhin in die Unterstützer Melisendes und die Fulkos. Hugo war einer der mächtigsten Grafen des Landes und ein loyaler Anhänger von Balduin II. Diese Loyalität genoss nun Melisende. Zeitgenössische Quellen, wie Wilhelm von Tyrus, lassen die angebliche Affäre unberücksichtigt und erklären stattdessen, dass Fulko fränkische Kreuzfahrer aus Anjou den lokalen Adligen vorzieht. Hätte Melisende wirkliche eine Affäre gehabt, hätten die Kirche und die Adligen vermutlich nicht hinter ihr gestanden.
Hugo suchte seine Verbündeten in der muslimischen Stadt Aschkelon. Dadurch konnte er zunächst die Truppen bekämpfen. Jedoch kostete ihn diese Allianz seine Unterstützung beim Haut Cour und so konnte er seine Position nicht halten. Er wurde für drei Jahre ins Exil geschickt. Kurz danach wurde Hugo von Fulko oder einem seiner Verbündeten angegriffen. Dies gab Melisende Grund genug um Fulko öffentlich anzugreifen. Bei einer Art internem Putsch schafften es die Anhänger Melisendes, Fulko zu überwältigen. Ab dem Jahr 1135 verringerte sich so die Macht und der Einfluss Fulkos rapide. Wilhelm von Tyros berichtet von Fulkos Berstreben danach „nie mehr irgend etwas zu beginnen, sogar in einfachen Dingen, ohne ihr vorheriges Wissen“. Im Jahr 1136 versöhnten die beiden sich wieder und ein zweiter Sohn, Amalric, wurde geboren. Einige Jahre später im Jahr 1143 starb Fulko V. bei einem Jagdunfall. Ab diesem Zeitpunkt war Melisende wieder voll und ganz in den Regierungsgeschäften eingebunden und vergab Adelstitel, Lehen, Ämter usw. Sie wurde nach dem Tod ihres Mannes nicht nur Regentin ihres Sohnes, der als Balduin III. gekrönt werden sollte, sondern regierte auch auf Basis eigenen Rechtes als Erbin des Thrones und wurde so auch von Zeitgenossen wahrgenommen.

### Kunstmäzenin und Unterstützerin der Kirche
Die Kirche war während ihres ganzen Lebens eine Unterstützerin von Melisende. Im Jahr 1138 gründete sie die Abtei St. Lazarus in Bethanien, in der ihre jüngere Schwester Lovetta Äbtissin werden sollte. Als Zeichen ihrer Großzügigkeit schenkte sie dem Kloster fruchtbaren Grund in Jericho. Außerdem sorgte Melisende für eine reiche Ausstattung des Klosters.
Melisende gründete zudem eine Schule für Buchmacher und eine Schule für Miniaturmalereien, ein Stil, der hauptsächlich in der mittelalterlichen Buchmalerei verwendet wurde. Schließlich war sie auch die Auftraggeberin der „Straße des schlechten Kochens“ (Malquisinat) in Jerusalem, welche die berühmteste und zentralste Anlaufstelle für die Versorgung von Pilgern war.
Ihre Vorlieben waren bekannt und sie wurde auch als Förderin und Schutzherrin der Bücher angesehen. Dieses wusste Fulko auszunutzen: Nachdem Fulko Melisende eine Affäre unterstellte und Hugo angegriffen worden war, war die Königin allen, die ihren Mann unterstützen, sehr feindselig gegenüber. Sie durften zum Beispiel nicht mehr in den Haut Court und Melisende weigerte sich mit ihnen zu sprechen. Um sich wieder mit seiner Frau zu versöhnen, gab Fulko daraufhin den Melisende-Psalter in Auftrag. Dieser befindet sich heute im Britischen Museum. Er ist nur 21,6 Zentimeter lang und 14 Zentimeter breit. Der Buchdeckel ist komplett vergoldet und mit Elfenbeinornamenten verziert. Dass Melisende einen lateinischen Psalter geschenkt bekommen hat weist auch darauf hin, dass sie Latein lesen konnte.
Im Buch selbst befinden sich Heiligentage und Gebete, die speziell darauf hindeuten, dass Melisende diejenige war, die das Buch erhalten sollte. Es werden Bezüge zur Heiligen Jungfrau und Maria Magdalena hergestellt. Zudem sind die einzigen beiden Monarchen, die erwähnt werden, Melisendes Eltern. Die Forschung ist außerdem einig, dass sich ein solches Werk nur die Reichsten im Lande hätte leisten können. Ein letzter Hinweis über den Auftraggeber befindet sich auf dem Buchrücken, auf dem das Bild eines Vogels zu sehen ist, der beschrieben ist mit dem Wort „Herodius“, auch bekannt als „fulcia“ oder Falken – ein Wortspiel mit Fulkos Namen. Es gibt keine Aufzeichnungen darüber, wie Melisende dieses Geschenk erhalten hat. Allerdings ist es sehr wahrscheinlich, dass das Paar sich wieder versöhnt hatte, denn zum einen wurden Urkunden zwar von Fulko unterschrieben, aber mit „der Zustimmung und dem Wohlwollen der Königin Melisende“. Zum anderen wurde ihr zweiter Sohn Amalric geboren.

### Melisende während des Zweiten Kreuzzugs
Im Jahr 1144 wurde Edessa in einen Grenzkonflikt miteinbezogen, der das Land zu vernichten drohte. Königin Melisende schickte eine Armee, die von Manasses von Hierges, Philip von Milly und Elinand von Bures, angeleitet wurde. Raimond von Antiochia ignorierte den Hilferuf, da er selber in einem Krieg gegen das Byzantinische Reich in Sizilien verwickelt war. Trotz Melisendes Armee verlor Edessa.
Melisende schickte eine Nachricht an den Papst und dieser wiederum rief den zweiten Kreuzzug aus. Der Kreuzzug wurde von Ludwig VII. von Frankreich und dem römisch-deutschen König Konrad III. angeführt. Eleonore von Aquitanien, die Frau von Louis VII., begleitete den zweiten Kreuzzug mit ihren eigenen Vasallen. Eleanor war genau wie Melisende von ihrem Vater zur rechtlichen Nachfolgerin ernannte worden.
Während der Strategieplanungen in Akkon 1148 rieten Conrad und Louis dem 18-Jährigen Balduin III., Damaskus anzugreifen. Melisende, Manasses und Eleanor rieten ihm hingegen Aleppo ins Visier zu nehmen, da dies helfen würde, Edessa zurückzuerobern. Dennoch wurde beschlossen, Damaskus anzugreifen. Die muslimische Stadt hatte gute diplomatische Beziehungen zu Jerusalem und es gab auch einen Friedensvertrag. Nach dessen Bruch regenerierte sich deren Beziehung nie wieder. Nach 11 Monaten reisten Eleanor und Ludwig wieder nach Frankreich ab und der zweite Kreuzzug war zu Ende.

### Mutter-Sohn-Beziehung
Melisendes Beziehung zu ihrem Sohn Balduin war komplex. Am 1. Weihnachtstag des Jahres 1143 wurden beide gemeinsam gekrönt. Als Regentin und Königin hatte Melisende anscheinend Skrupel, ihrem Sohn, dessen Stärken und Schwächen sie gut kannte, Regierungsmacht zu überlassen. Bis 1152 schien es auch keinen hierauf gerichteten politischen und sozialen Druck gegeben zu haben.
Mit 22 Jahren strebte Balduin nach mehr Macht, die Spannungen zwischen Mutter und Sohn wuchsen zwischen 1150 und 1152 erheblich an. Dass Melisende eine zweite Krönung Balduins ablehnte, führte 1152 zum Bruch. Daraufhin inszenierte jener eine Prozession, bei der er als Zeichen der Selbstkrönung einen Lorbeerkranz trug.
Auch vor der Haute Cour des Königreichs beschwerte sich Balduin, seine Mutter lasse ihn nicht regieren, und forderte eine Teilung des Landes. Eine Vereinbarung, dass Melisende Judäa und Samaria regieren sollte, Balduin den Norden, vermied einen Bürgerkrieg, teilte aber auch die Ressourcen des Königreichs, dessen anerkannte Regentin Melisende war. Ihre Regierung wurde sowohl innerhalb wie außerhalb der Kirche als weise wahrgenommen; außer der Kirche unterstützten sie die Grafen von Judäa und Samaria.
Balduin, dem die Teilung des Landes ebenso missfiel wie seiner Mutter, suchte eine Verbesserung nicht auf diplomatischem Wege, sondern marschierte in den Landesteil Melisendes ein. Nablus und Jerusalem fielen schnell, die Königin und ihr jüngerer Sohn Amalric mussten in den Turm Davids fliehen. Mediationen der Kirche führten zu einem Kompromiss, der Melisende die Stadt Nablus und die angrenzenden Ländereien zuwies und Balduin einen Schwur abverlangte, den Frieden dort nicht mehr zu stören. Dieser Friedensschluss zeigt, dass Melisende trotz ihrer militärische Niederlage noch über großen Einfluss verfügte.

### Ruhestand
Schlussendlich konnten Mutter und Sohn sich doch wieder versöhnen. Seit dem Bürgerkrieg zeigte Balduin seiner Mutter wesentlich mehr Respekt. Die Kontakte Melisendes zu ihrer Schwester Hodierna und ihrer Nichte Konstanze von Antiochia, die direkten Einfluss im Norden Syriens hatten, waren für ihn extrem wichtig, vor allem seit seinem Bruch mit Damaskus im Jahr 1147.
Da Baldwin III. oft auf Feldzügen war, merkte er schnell, dass er nur wenige zuverlässige Berater hatte, sodass Melisendes Rat für ihn ab 1154 an Wichtigkeit gewann. Den Frieden mit den Händlern von Pisa schloss 1156 sie.

### Tod
Im Jahr 1161 hatte Melisende vermutlich einen Schlaganfall. Sie litt unter Gedächtnisschwund und konnte nicht mehr an den Regierungsgeschäften teilnehmen. Ihre Schwester, die Gräfin von Tripolis und Äbtissin von Bethanien, kam, um sie zu pflegen. Sie starb am 11. September 1161 im Konvent von Bethanien.
Bis zu ihrem Tod behielt Melisende die religiöse Patronage über die Kirche im Königreich Jerusalem. Sie wurde wie ihre Mutter Morphia im Kloster St. Maria im Tale Josaphat begraben.